# Inscriptiones Latinae selectae
Inscriptiones Latinae selectae (lateinisch für „Ausgewählte lateinische Inschriften“; abgekürzt mit ILS, Dessau oder D) ist eine kommentierte Edition lateinischer Inschriften von Hermann Dessau. Ende des 19. und Anfang des 20. Jahrhunderts entstanden, gilt sie immer noch als maßgebliche Auswahlausgabe epigraphischer Texte aus dem römischen Reich, wozu auch die umfangreiche Erschließung durch Register beiträgt.

## Entstehung und Konzept
Das Werk erschien von 1892 bis 1916 in der Weidmannschen Verlagsbuchhandlung in Berlin in drei Bänden, wobei der zweite und der dritte Band jeweils aus zwei Teilbänden bestehen. Erarbeitet wurde die Sammlung zunächst von dem Epigraphiker Wilhelm Henzen, nach dessen Tod im Jahr 1887 übernahm Dessau das Projekt und gab es heraus. Neben über 9400 lateinischen Inschriften beinhaltet die Sammlung auch etwa 150 griechische Inschriften, die für die römische Geschichte von Bedeutung sind. Die beiden Teilbände des dritten Bandes enthalten umfangreiche und sorgfältig aufbereitete Indices, die eine vielseitige wissenschaftliche Nutzung des Werkes erst ermöglichen.
Jede einzelne Inschrift ist mit einer Nummer versehen. Die Inscriptiones Latinae Selectae richten sich sowohl an Wissenschaftler, denen sie als Auswahlausgabe bedeutender epigraphischer Quellen dienen sollen, als auch an Schüler (wobei die im 19. Jahrhundert noch üblichere fundierte humanistische Schulbildung vorausgesetzt wurde). Entsprechend sind die Inschriften durch den Herausgeber mit Satzzeichen versehen worden und zumindest die unüblicheren Abkürzungen in den Texten aufgelöst. Ein didaktisch durchdachter Aufbau besteht auch insoweit, dass die Nummern zum Teil nach steigender Komplexität oder chronologisch angeordnet sind, sodass zu Beginn stehende Texte die Grundlage für das Verständnis der späteren liefern. Jeder Inschrift ist ein knapper kritischer Kommentar beigegeben.

## Aufbau des Werkes
Die Bände des Gesamtwerkes gliedern sich wie folgt:
- Band 1: Inschriften 1–2956
- Band 2,1: Inschriften 2957–7210
- Band 2,2: Inschriften 7211–8883
- Band 3,1: Indices I–IX
- Band 3,2: Indices X–XVII sowie Addenda (Inscriptiones novae 8884-9522) und Corrigenda

Die ersten beiden Bände sind dabei in thematische Abschnitte untergliedert, die ihrerseits wieder nach inhaltlichen Gesichtspunkten gegliedert sind. Die Kapitel beschäftigen sich im Einzelnen mit folgenden Themen:
1. Inschriften zur Geschichte der römischen Republik (Band 1, S. 1–21, Inschriften 1–69)
2. Inschriften zur Karriere römischer Kaiser und zu den Kaiserfamilien (Band 1, S. 22–187, Inschriften 70–839)
3. Inschriften zu auswärtigen Herrschern und Fürsten (Band 1, S. 188–193, Inschriften 840–861)
4. Inschriften zu Angehörigen des Senatorenstandes (Band 1, S. 194–292, Inschriften 862–1312)
5. Inschriften zu Angehörigen des Ritterstandes (Band 1, S. 293–324, Inschriften 1313–1472)
6. Inschriften zu kaiserlichen Prokuratoren und Dienern (Freigelassenen und Sklaven) (Band 1, S. 325–371, Inschriften 1473–1876)
7. Inschriften zu staatlichen Dienstkräften (apparitores) und Sklaven (Band 1, S. 372–386, Inschriften 1877–1975)
8. Inschriften zum römischen Bürgerrecht (Band 1, S. 387–388, Inschriften 1976–1985)
9. Inschriften des römischen Heeres und des Soldatenstandes (Band 1, S. 389–567, Inschriften 1986–2914)
10. Inschriften zu römischen Schriftstellern (Band 1, S. 568–580, Inschriften 2915–2956)
11. Inschriften von Priestern oder religiösen Inhalts (Band 2,1, S. 1–288, Inschriften 2957–5050)
12. Inschriften zu den Ludi publici (Band 2,1, S. 289–345, Inschriften 5051–5316)
13. Inschriften zu öffentlichen Bauten und Plätzen, Grenzsteine sowie private Bauinschriften (Band 2,1, S. 346–481, Inschriften 5317–6043)
14. Inschriften zum städtischen Leben und zur städtischen Verwaltung im römischen Reich (Band 2,1, S. 482–736, Inschriften 6044–7210)
15. Inschriften zu den Collegia (Band 2,2, S. 737–770, Inschriften 7211–7365)
16. Inschriften zu Handwerkern, Künstlern und Haussklaven (Band 2,2, S. 771–833, Inschriften 7366–7817)
17. Grabinschriften und andere Inschriften zu Tod und Beerdigung (Band 2,2, S. 834–950, Inschriften 7818–8560)
18. Inschriften auf Gegenständen des häuslichen Gebrauchs (Band 2,2, S. 951–985, Inschriften 8561–8742)
19. Verschiedene weitere Inschriften (Band 2,2, S. 986–1002, Inschriften 8743–8761)

Anhang mit griechischen Inschriften (Band 2,2, S. 1003–1040, Inschriften 8762–8883)
Corrigenda und Addenda (Inschriften 8884–9522) finden sich zu Beginn von Band 3,2 (S. IX–CXCII).
Die Register zu den Inschriften sind außerordentlich vielseitig nach diversen Kategorien gegliedert. So finden sich neben Namensregistern nach Gentil- (Index 1) und Cognomina (Index 2) auch chronologisch angelegte zu den erwähnten Kaisern (Index 3) und Konsuln (Index 5) sowie ein geographisches Register (Index 10). Hinzu kommen diverse systematische Register zu militärischen, religiösen, staatsrechtlichen und gesellschaftlichen Begriffen. Ein nach Versformen gegliedertes Verzeichnis bietet einen Überblick über die in den Inschriften enthaltenen poetischen Elemente (Index 14), eine weitere Übersicht führt akribisch die sprachlichen und grammatischen Unsauberkeiten und Phänomene auf (Index 16). Index 15 ist ein umfangreiches Verzeichnis der in den Inschriften gebrauchten Abkürzungen (das auch über die Sammlung der Inscriptiones Latinae Selectae hinaus von Wert ist); Index 17 gibt einen systematisch aufgebauten Überblick über diverse weitere Auffälligkeiten in den Texten der Sammlung.

## Bedeutung
Die Inscriptiones Latinae Selectae gelten auch heute noch als maßgebliche, wenngleich natürlich nicht mehr den aktuellen Forschungsstand widerspiegelnde Auswahlausgabe lateinischer Inschriften. Mit wenigen Ausnahmen sind fast alle zum Erscheinungsdatum bekannten Inschriften mit eigenständiger historischer Bedeutung in dem Werk enthalten. Dadurch gewinnen die beiden Registerbände Bedeutung als Nachschlagewerk und Quellensammlung zum epigraphischen Befund für die antike Geschichte, die allerdings seit Anfang des 20. Jahrhunderts gemachte Neufunde eben nicht mehr berücksichtigen.
Nachdrucke des Werkes erschienen 1954/1955 sowie 1962, ebenfalls in der Weidmannschen Verlagsbuchhandlung. Eine Konkordanz, die für alle Inschriften der Inscriptiones Latinae Selectae die entsprechende Nummer im umfangreicheren Corpus Inscriptionum Latinarum (CIL) aufführt, wurde erstmals 1950 als Supplement zum Dizionario Epigrafico di Antichità Romane veröffentlicht. Mittlerweile ist sie auf der Website des CIL verfügbar.

## Bände
- Hermann Dessau: Inscriptiones Latinae Selectae. Band 1, Weidmann, Berlin 1892 (online).
- Hermann Dessau: Inscriptiones Latinae Selectae. Band 2, Teil 1, Weidmann, Berlin 1902 (online).
- Hermann Dessau: Inscriptiones Latinae Selectae. Band 2, Teil 2, Weidmann, Berlin 1906 (online).
- Hermann Dessau: Inscriptiones Latinae Selectae. Band 3, Teil 1, Weidmann, Berlin 1914 (online).
- Hermann Dessau: Inscriptiones Latinae Selectae. Band 3, Teil 2, Weidmann, Berlin 1916 (online).